# High Springs, Florida
High Springs är en stad (city) i Alachua County, i delstaten Florida, USA. Enligt United States Census Bureau har staden en folkmängd på 5 391 invånare (2011) och en landarea på 56,9 km².